# Chionomys roberti
Chionomys roberti es una especie de roedor de la familia Cricetidae.

## Distribución geográfica
Se encuentra en  Georgia, Rusia y Turquía.